# Kalistrativka, Bârzula
Kalistrativka (în ucraineană Калістратівка) este un sat în comuna Ocna din raionul Bârzula, regiunea Odesa, Ucraina.

## Demografie
Componența lingvistică a localității Kalistrativka
     Ucraineană (79,44%)
     Română (20,56%)
Conform recensământului din 2001, majoritatea populației localității Kalistrativka era vorbitoare de ucraineană (79,44%), existând în minoritate și vorbitori de română (20,56%).

## Vezi și
- Românii de la est de Nistru